# Isola di Zavodovski
L'isola di Zavodovski è un'isola vulcanica disabitata situata nell'Oceano Atlantico meridionale; fa parte dell'arcipelago delle isole Traversay, politicamente parte del territorio della Georgia del Sud e Isole Sandwich Australi, uno dei Territori d'oltremare britannici.

## Geografia

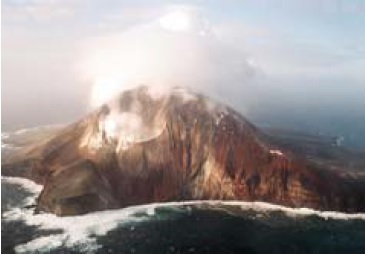

L'isola dista circa 350 km dalla Georgia del Sud ed è la più settentrionale delle Sandwich Australi. Ha un'ampiezza di 5 km, mentre l'altitudine massima è raggiunta dal monte Curry, a 551 m s.l.m. Quest'ultimo è uno stratovulcano (talvolta chiamato anche monte Asphyxia) che domina la parte occidentale dell'isola, mentre la parte orientale è piuttosto pianeggiante.

## Storia
La scoperta dell'isola avvenne la vigilia di natale del 1819, durante una spedizione russa guidata dall'ufficiale della marina Bellingshausen, il quale le conferì il nome attuale in onore del tenente Ivan Zavodovski, secondo in comando della nave Vostok.

## Fauna
L'isola di Zavodovski è il più meridionale dei siti di nidificazione del pinguino reale (Aptenodytes patagonicus), nel 1997 sono state infatti rilevate due coppie.
Nelle zone libere da ghiacci nidificano l'uccello delle tempeste pancianera (Fregetta tropica), sono presenti colonie di procellaria del capo (Daption capense), petrello delle nevi (Pagodroma nivea) e e fulmaro australe (Fulmarus glacialoides).
L'isola ospita una vasta colonia di pigoscelide antartico (Pygoscelis antarcticus) che comprende oltre un milione di coppie e una colonia di ossifraga del sud (Macronectes giganteus).
L'isola è anche zona di riproduzione dell'otaria orsina antartica (Arctocephalus gazella), sporadica la presenza dell'elefante marino del Sud (Mirounga leonina) e della foca di Weddell (Leptonychotes weddellii) ma senza evidenze di riproduzione, ospiti regolari dell'isola sono la foca leopardo (Hydrurga leptonyx) e la foca mangiagranchi Lobodon carcinophagus.